# Aprosdocetos descarpentrianum
Aprosdocetos descarpentrianum är en fjärilsart som beskrevs av Pierre E.L. Viette 1954. Aprosdocetos descarpentrianum ingår i släktet Aprosdocetos och familjen tandspinnare. Inga underarter finns listade i Catalogue of Life.